# 卡萨佩森纳
卡萨佩森纳（義大利語：Casapesenna），是意大利卡塞塔省的一个市镇。总面积3平方公里，人口6782人，人口密度2260.7人/平方公里（2009年）。ISTAT代码为061103。